# سیارک ۴۷۶۰
سیارک ۴۷۶۰ (به انگلیسی: 4760 Jia-xiang، نامگذاری:1981GN1) چهار هزار و هفتصد و شصتمین سیارک کشف شده‌است که در ۱ آوریل ۱۹۸۱ کشف شد.
قدر مطلق سیارک برابر ۱۳٫۷۰ است.